# Sailaufita
La sailaufita és un mineral de la classe dels fosfats. Rep el nom de Sailauf, a Alemanya, on es troba la localitat tipus.

## Característiques
La sailaufita és un arsenat de fórmula química (Ca,Na,◻)₂Mn3+₃(AsO₄)₂(CO₃)O₂·3H₂O. Va ser aprovada com a espècie vàlida per l'Associació Mineralògica Internacional l'any 2000, sent publicada per primera vegada el 2003. Cristal·litza en el sistema monoclínic. La seva duresa a l'escala de Mohs és 3,5.
Segons la classificació de Nickel-Strunz, la sailaufita pertany a «08.DH: Fosfats amb cations de mida mitjana i gran, (OH, etc.):RO₄ < 1:1» juntament amb els següents minerals: minyulita, leucofosfita, esfeniscidita, tinsleyita, jahnsita-(CaMnFe), jahnsita-(CaMnMg), jahnsita-(CaMnMn), keckita, rittmannita, whiteïta-(CaFeMg), whiteïta-(CaMnMg), whiteïta-(MnFeMg), jahnsita-(MnMnMn), kaluginita, jahnsita-(CaFeFe), jahnsita-(NaFeMg), jahnsita-(NaMnMg), jahnsita-(CaMgMg), manganosegelerita, overita, segelerita, wilhelmvierlingita, juonniïta, calcioferrita, kingsmountita, montgomeryita, zodacita, arseniosiderita, kolfanita, mitridatita, pararobertsita, robertsita, mantienneïta, paulkerrita, benyacarita, xantoxenita, mahnertita, andyrobertsita, calcioandyrobertsita, englishita i bouazzerita.
L'exemplar que va servir per a determinar l'espècie, el que es coneix com a material tipus, es troba conservat al Institut für mineralogie und kristallographie de la Universitat de Viena, Àustria.

## Formació i jaciments
Va ser descoberta a Alemanya, concretament a la pedrera Fuchs, situada a Sailauf, dins el districte d'Aschaffenburg (Baixa Francònia, Baviera). També ha estat descrita a Suïssa, Grècia, Mèxic i l'Argentina.